# Futebol nos Jogos Pan-Americanos de 2015 - Masculino

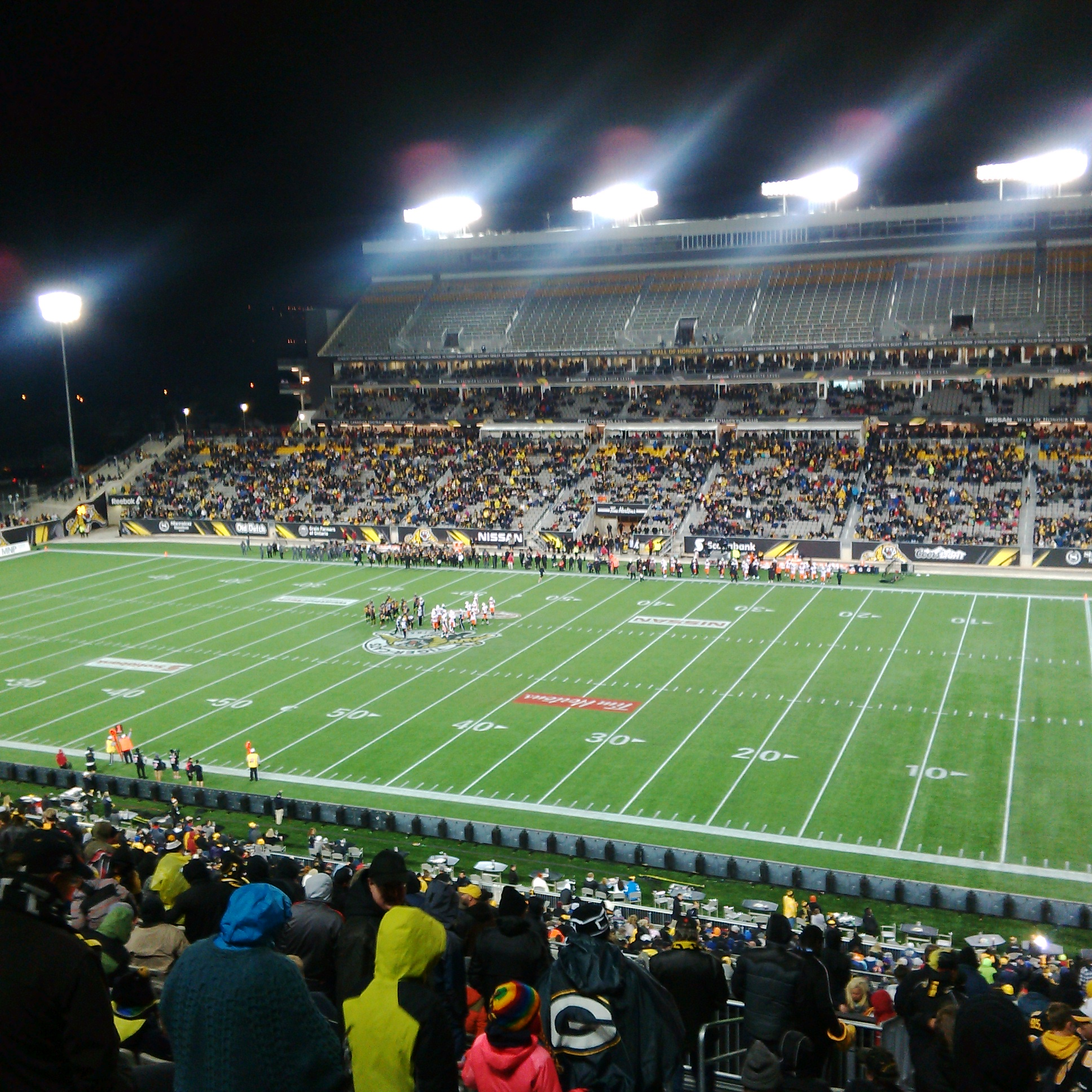
Tim Hortons Field (Hamilton Pan Am Soccer Stadium), local onde foram disputadas as competições de futebol

O torneio masculino de futebol nos Jogos Pan-Americanos de 2015 foi disputado entre 12 e 26 de julho no Estádio Pan-Americano de Futebol, em Hamilton. Oito equipes participaram do evento.

## Medalhistas
|  | URU Uruguai |  | MEX México |  | BRA Brasil |
|  | Guillermo de Amores Sebastián Gorga Federico Ricca Mauricio Lemos Andrés Schettino Fabricio Formiliano Facundo Castro Juan Cruz Mascia Junior Arias Michael Santos Ignacio González Gastón Olveira Erick Cabaco Gastón Faber Fernando Gorriarán Nicolás Albarracín Mathías Suárez Brian Lozano |  | Gibran Lajud Carlos Guzmán Hedgardo Marín Luis Alberto López José Abella José Van Rankin Jonathan Espericueta Uvaldo Luna Marco Bueno Ángel Zaldívar Carlos Cisneros Luis Cárdenas Jordan Silva Kevin Escamilla Michael Pérez Alfonso Tamay Martín Eduardo Zúñiga Daniel Álvarez |  | Jacsson Gilberto Bressan Luan Bruno Paulista Vinícius Freitas Barreto Dodô Erik Lima Lucas Piazón Clayton Andrey Tinga Gustavo Henrique Euller Rômulo Eurico Luciano |

## Formato
As oito equipes classificadas foram divididas em dois grupos de quatro equipes. Cada equipe enfrentou as outras equipes do mesmo grupo, totalizando três jogos. As duas primeiras colocadas de cada grupo classificaram-se as semifinais, onde as vencedores disputaram a final e as perdedoras a medalha de bronze.

## Qualificação
| Método                                                                               | Data                                 | Vagas | Qualificados                 |
| ------------------------------------------------------------------------------------ | ------------------------------------ | ----- | ---------------------------- |
| Anfitrião                                                                            | –                                    | 1     | Canadá                       |
| Classificado automaticamente                                                         | –                                    | 1     | México                       |
| Vencedor da zona centro-americana nas eliminatórias do Campeonato Sub-20 da CONCACAF | 17–29 de julho de 2014               | 1     | Panamá                       |
| Vencedor da zona caribenha nas eliminatórias do Campeonato Sub-20 da CONCACAF        | 12–19 de setembro de 2014            | 1     | Trinidad e Tobago            |
| 3º ao 6º lugar no Campeonato Sul-Americano Sub-20                                    | 14 de janeiro–7 de fevereiro de 2015 | 4     | Uruguai Brasil Peru Paraguai |
| TOTAL                                                                                |                                      | 8     | ——                           |

## Primeira fase
Todas as partidas seguem o fuso horário local (UTC−4).

### Grupo A
| Seleção    | P | J | V | E | D | GP | GC | SG |
| ---------- | - | - | - | - | - | -- | -- | -- |
| BRA Brasil | 7 | 3 | 2 | 1 | 0 | 11 | 4  | +7 |
| PAN Panamá | 5 | 3 | 1 | 2 | 0 | 5  | 4  | +1 |
| PER Peru   | 3 | 3 | 1 | 0 | 2 | 3  | 6  | –3 |
| CAN Canadá | 1 | 3 | 0 | 1 | 2 | 1  | 6  | –5 |

| 12 de julho | Panamá                          | 2 – 1     | Peru          | Estádio Pan-Americano de Futebol, Hamilton |
| 17:30       | Aguilar 47' · Escobar 90' (pen) | Relatório | Maldonado 54' | Árbitro: CRC Jeffrey Solis                 |

| 12 de julho | Canadá      | 1 – 4     | Brasil                                                | Estádio Pan-Americano de Futebol, Hamilton |
| 20:30       | Babouli 58' | Relatório | Luciano 7' · Rômulo 38' · Clayton 47' · Erik Lima 89' | Árbitro: MEX José Peñaloza                 |

| 16 de julho | Peru | 0 – 4     | Brasil                                        | Estádio Pan-Americano de Futebol, Hamilton |
| 17:30       |      | Relatório | Luan 3' · Clayton 20' · Rômulo 26' · Dodô 30' | Árbitro: HON Raúl Castro                   |

| 16 de julho | Panamá | 0 – 0     | Canadá | Estádio Pan-Americano de Futebol, Hamilton |
| 20:30       |        | Relatório |        | Árbitro: JAM Valdin Legister               |

| 20 de julho | Brasil                         | 3 – 3     | Panamá                               | Estádio Pan-Americano de Futebol, Hamilton |
| 17:30       | Luciano 24', 25' · Clayton 37' | Relatório | Aguilar 40', 51' · Escobar 56' (pen) | Árbitro: MEX José Peñaloza                 |

| 20 de julho | Canadá | 0 – 2     | Peru                         | Estádio Pan-Americano de Futebol, Hamilton |
| 20:30       |        | Relatório | Rodas 12' · James 68' (g.c.) | Árbitro: BAR Adrian Skeete                 |

### Grupo B
| Seleção               | P | J | V | E | D | GP | GC | SG  |
| --------------------- | - | - | - | - | - | -- | -- | --- |
| MEX México            | 7 | 3 | 2 | 1 | 0 | 6  | 3  | +3  |
| URU Uruguai           | 6 | 3 | 2 | 0 | 1 | 5  | 1  | +4  |
| PAR Paraguai          | 4 | 3 | 1 | 1 | 1 | 6  | 3  | +3  |
| TTO Trinidad e Tobago | 0 | 3 | 0 | 0 | 3 | 3  | 13 | –10 |

| 13 de julho | Trinidad e Tobago | 0 – 4     | Uruguai                                                 | Estádio Pan-Americano de Futebol, Hamilton |
| 17:30       |                   | Relatório | Formiliano 6' · Ricca 20' · Albarracín 31' · Lozano 69' | Árbitro: GUA Óscar Reyna                   |

| 13 de julho | Paraguai   | 1 – 1     | México     | Estádio Pan-Americano de Futebol, Hamilton |
| 20:30       | Lucena 71' | Relatório | Zúñiga 15' | Árbitro: CAN Mathieu Bourdeau              |

| 17 de julho | México      | 1 – 0     | Uruguai | Estádio Pan-Americano de Futebol, Hamilton |
| 17:30       | Silva 90+1' | Relatório |         | Árbitro: CUB Marcos Brea                   |

| 17 de julho | Paraguai                                                         | 5 – 1     | Trinidad e Tobago | Estádio Pan-Americano de Futebol, Hamilton |
| 20:30       | Ferreira 63', 71' · Ramírez 65' · Derlis Alegre 76' · Aranda 79' | Relatório | Garcia 53'        | Árbitro: PUR Javier Santos                 |

| 21 de julho | Trinidad e Tobago   | 2 – 4     | México                                                   | Estádio Pan-Americano de Futebol, Hamilton |
| 17:30       | John 7' · Henry 39' | Relatório | Espericueta 60' · Álvarez 68' · Bueno 90' · Zúñiga 90+3' | Árbitro: GUY Sherwim Moore                 |

| 21 de julho | Uruguai       | 1 – 0     | Paraguai | Estádio Pan-Americano de Futebol, Hamilton |
| 20:30       | Gorriarán 52' | Relatório |          | Árbitro: GUA Óscar Reyna                   |

## Fase final
|  | Semifinais          | Semifinais          |   |                     | Medalha de ouro     | Medalha de ouro |  |
|  |                     |                     |   |                     |                     |                 |  |
|  | 23 de julho – 17:30 |                     |   |                     |                     |                 |  |
|  | Brasil              | 1                   |   |                     |                     |                 |  |
|  | Uruguai             | 2                   |   |                     |                     |                 |  |
|  |                     |                     |   |                     |                     |                 |  |
|  |                     |                     |   |                     | 26 de julho – 13:00 |                 |  |
|  |                     |                     |   |                     | Uruguai             | 1               |  |
|  |                     | México              | 0 |                     |                     |                 |  |
|  |                     |                     |   |                     |                     |                 |  |
|  |                     |                     |   |                     |                     |                 |  |
|  |                     |                     |   |                     | Medalha de bronze   |                 |  |
|  | 23 de julho – 20:30 | 23 de julho – 20:30 |   | 25 de julho – 13:00 | 25 de julho – 13:00 |                 |  |
|  | México              | 2                   |   | Brasil (pro)        | 3                   |                 |  |
|  | Panamá              | 1                   |   |                     | Panamá              | 1               |  |

### Semifinais
| 23 de julho | Brasil      | 1 – 2     | Uruguai                    | Estádio Pan-Americano de Futebol, Hamilton |
| 17:30       | Clayton 75' | Relatório | Schettino 86' · Santos 87' | Árbitro: MEX José Peñaloza                 |

| 23 de julho | México                     | 2 – 1     | Panamá    | Estádio Pan-Americano de Futebol, Hamilton |
| 20:30       | Zaldívar 2' · Cisneros 61' | Relatório | Nuñez 59' | Árbitro: PUR Javier Santos                 |

### Disputa pelo bronze
| 25 de julho | Brasil                                     | 3 – 1 (pro) | Panamá      | Estádio Pan-Americano de Futebol, Hamilton |
| 13:00       | Luciano 76' (pen), 115' · Lucas Piazón 99' | Relatório   | Nuñez 45+2' | Árbitro: JAM Valdin Legister               |

### Final
| 26 de julho | Uruguai    | 1 – 0     | México | Estádio Pan-Americano de Futebol, Hamilton |
| 13:00       | Lozano 11' | Relatório |        | Árbitro: GUA Óscar Reyna                   |

## Premiação
| Campeão Pan-Americano de 2015 |
| ----------------------------- |
| Uruguai (2º título)           |

## Classificação final
| Pos.              | Equipe                | Campanha | Campanha | Campanha | Campanha | Campanha | Campanha | Campanha |
| Pos.              | Equipe                | J        | V        | E        | D        | GP       | GC       | SG       |
| ----------------- | --------------------- | -------- | -------- | -------- | -------- | -------- | -------- | -------- |
| Medalha de ouro   | URU Uruguai           | 5        | 4        | 0        | 1        | 8        | 2        | +6       |
| Medalha de prata  | MEX México            | 5        | 3        | 1        | 1        | 8        | 5        | +3       |
| Medalha de bronze | BRA Brasil            | 5        | 3        | 1        | 1        | 15       | 6        | +9       |
| 4                 | PAN Panamá            | 5        | 1        | 2        | 2        | 7        | 9        | –2       |
| 5                 | PAR Paraguai          | 3        | 1        | 1        | 1        | 6        | 3        | +3       |
| 6                 | PER Peru              | 3        | 1        | 0        | 2        | 3        | 6        | –3       |
| 7                 | CAN Canadá            | 3        | 0        | 1        | 2        | 1        | 6        | –5       |
| 8                 | TTO Trinidad e Tobago | 3        | 0        | 0        | 3        | 3        | 13       | –10      |

## Artilharia
| 5 gols (1) - BRA Luciano 4 gols (1) - BRA Clayton 3 gols (1) - PAN Jorman Aguilar 2 gols (5) - BRA Rômulo - MEX Martín Eduardo Zúñiga - PAN Fidel Aguilar - PAN Josiel Nuñez - PAR Carlos Ferreira | 1 gol (27) - BRA Erik - BRA Luan - BRA Dodô - BRA Lucas Piazón - CAN Molham Babouli - MEX Ángel Zaldívar - MEX Carlos Cisneros - MEX Daniel Álvarez - MEX Jordan Silva - MEX Jorge Espericueta - MEX Marco Bueno - PAR Ángel Lucena - PAR Iván Ramírez - PAR Derlis Alegre - PAR Arturo Aranda | 1 gol (continuação) - PER Gonzalo Maldonado - PER Elsar Rodas - TTO Ricardo John - TTO Shackeil Henry - TTO Nathaniel Garcia - URU Andrés Schettino - URU Brian Lozano - URU Fabricio Formiliano - URU Federico Ricca - URU Fernando Gorriarán - URU Michael Santos - URU Nicolás Albarracín Gols contra (1) - CAN Manjekar James (para o Peru) |